# Amour, Mariage et Petits Tracas
Pour plus de détails, voir Fiche technique et Distribution.
Amour, Mariage et Petits Tracas (Love, Wedding, Marriage) est un film américain indépendant réalisé par Dermot Mulroney.
Étant un échec au box-office américain, il fut diffusé directement à la télévision sous-forme de téléfilm le 19 novembre 2012 sur M6, en France.

## Synopsis
Tout semble réussir à Ava et Charlie qui viennent de fêter leur mariage. Jusqu'au jour où les parents de cette dernière décident de divorcer. Betty, la mère d'Ava part habiter chez Shelby, sa petite sœur, et Bradley, son père habite chez Ava. Tout se complique entre les deux parents et le couple d'Ava et Charlie commence à se détériorer. Mais pour arranger le mariage de ses parents Ava a une idée qui ne plaira pas à tout le monde… Tout en passant par le secret bien gardé de Bradley son père, dont elle et sa sœur comprendront le divorce de leurs parents.

## Fiche technique
- Titre original : Love, Wedding, Marriage
- Titre français : Amour, Mariage et Petits Tracas
- Réalisation : Dermot Mulroney
- Scénario : Caprice Crane et Anouska Chydzik
- Photographie : Óttar Guðnason
- Musique : Blake Neely
- Pays d'origine :  États-Unis
- Sociétés de production : Chydzik Media Group, Voodoo Production Services, First Wedding Productions
- Genre : Comédie romantique
- Langue originale : anglais
- Durée : 100 minutes
- Date de sortie : États-Unis : 3 juin 2011

## Distribution
- Mandy Moore (V. F. : Laëtitia Lefebvre) : Ava
- Kellan Lutz (V. F. : Stéphane Pouplard) : Charlie
- James Brolin (V. F. : Pierre Dourlens) : Bradley
- Jane Seymour (V. F. : Evelyn Selena) : Betty
- Jessica Szohr : Shelby
- Alyson Hannigan (V. F. : Virginie Ledieu) : Courtney
- Alexis Denisof (V. F. : Éric Legrand) : Lloyd
- Christopher Lloyd (V. F. : Pierre Hatet) : docteur George
- Richard Reid (V. F. : Donald Reignoux) : Ian
- Marta Zmuda Trzebiatowska : Kasia
- Michael Weston : Gerber
- Colleen Camp : Ethel
- Andrew Keegan : Jeremiah
- Julia Roberts : La thérapeute d'Ava (voix)